# Kaap Sjelag
Kaap Sjelag(ski) (Russisch: мыс Шелагский; mys Sjelagski) is een kaap op het noordelijkste deel van het vasteland van de Russische autonome okroeg Tsjoekotka, gelegen aan westzijde van het schiereiland Sjelag, aan oostzijde van de monding van de Tsjaoenbaai in de Oost-Siberische Zee. De naam komt van de 'Sjelagi'; een van de stammen van de Tsjoevanen (een clan van de Joekagieren) die hier eens leefden en die worden beschreven in een verslag uit de 17e eeuw.
Bij de kaap ontmoeten twee zeestromingen elkaar, wat in de geschiedenis tot verschillende schipbreuken heeft geleid. In de winter bevindt zich een polinia bij de kaap en komen er veel ijsberen voor.
Op de kaap bevindt zich de vuurtoren Sjelagski Zapadny (Sjelag-West). Ten noordoosten ervan (op een naamloze kaap) ligt de vuurtoren Sjelagski, op de route waarheen zich de ruïnes van een oude aanlegplaats bevinden. Ten zuidoosten van de kaap bevindt zich de voormalige Tsjoektsjische jagersnederzetting Sjelagski, waarvan de inwoners (en kolchoz) in 1960 werden overgebracht naar Janranaj, dat minder bloot stond aan wervelwinden. Enkele oudere inwoners wonen echter nog in de plaats. Ten zuidoosten van de kaap en ten noordoosten van het verlaten plaatsje Sjelagski ligt een izba die wordt gebruikt door vissers en jagers. Ten noorden daarvan ligt een voormalig misthoorngebouw uit de tijd van het Hoofdbestuur Noordelijke Zeeroute. Dit gebouw is enkel vanaf zee bereikbaar en werd in 1982 opgeheven.
Kaap Sjelag werd door de Russen ontdekt in 1648, toen Semjon Dezjnjov er langsvoer (een van zijn kotsjen liep er op de rotsen). Hij noemde de kaap 'Eerste Heilige Neus' (Pervy Svjatoj Nos; waarschijnlijk vanwege de vorm van het schiereiland Sjelag). In 1700 werd de huidige naam toegekend door handelaar Taras Staradoechin. In 1762 voer de Veliki Oestjoegse handelaar Nikita Sjalaoerov voor het eerst de baai aan westzijde van de kaap binnen. Lange tijd werd gedacht dat Kaap Sjelagski het noordelijkste punt van Azië vormde, totdat Kaap Tsjeljoeskin werd ontdekt. Pas in 1841 verschijnt de kaap voor het eerst op een kaart, van de hand van Ferdinand von Wrangel.
Tussen 1932 en 1934 werden expedities ondernomen door Goelagdwangarbeiders, waarvoor nabij Kaap Sjelag een monument is opgericht in de vorm van een kruis. In 1959 stortte een Li-2-vliegtuig neer tijdens een ijspatrouille bij de kaap, waarbij de 5 bemanningsleden omkwamen.